# Тукай (Томская область)
Тукай — село в Зырянском районе Томской области, Россия. Входит в состав Михайловского сельского поселения.

## География
Село расположено в тайге, возле небольшого озера Верхние Чертаны.

## История
Село основано в 1916 году татарами из современных Буздякского и Шаранского районов Республики Башкортостан.

## Население
| 1926 | 2002 | 2010 | 2012 | 2013 | 2014 | 2015 |
| ---- | ---- | ---- | ---- | ---- | ---- | ---- |
| 812  | ↘87  | ↘33  | →33  | ↗34  | ↘32  | ↗33  |
| 2016 | 2021 |      |      |      |      |      |
| ↘29  | ↘21  |      |      |      |      |      |

В селе проживают казанские татары.

## Инфраструктура
Основа местной экономической жизни — лесное хозяйство.
В летний период работает «Дом досуга и творчества» с. Тукай
Цифровое вещание обеспечивается РТС «Михайловка»

## Транспорт
Дорога «Михайловка — Тукай» (69 ОП МЗ 69Н-38), длина 25,276 км. Остановка общественного транспорта «Тукай».